# Podkriváň
Podkriváň je obec na Slovensku v okrese Detva. Žije v ní 569 obyvatel. První písemná zmínka o vesnici pochází z roku 1742.

## Pamětihodnosti
- V obci stojí klasicistní římskokatolický kostel svatého Martina z roku 1803.
- Do správního území obce zasahuje část přírodní památky Krivánsky potok.

## Osobnosti
- Lev Bukovský (1939–2021), matematik
- Anton Emanuel Timko, spisovatel